# Anoxia perinatal
Asfixia perinatal (também conhecida como asfixia neonatal ou asfixia de nascimento) é a condição médica resultante da privação de oxigênio a um recém-nascido que dura o suficiente durante o processo de nascimento para causar danos físicos, geralmente ao cérebro. É também a incapacidade de estabelecer e manter a respiração adequada ou espontânea após o nascimento do recém-nascido. Continua sendo uma condição grave que causa mortalidade e morbidade significativas. 
Em suma, é a a ausência ou diminuição de oxigênio no cérebro durante o nascimento. Quanto mais tempo o neonato permanecer sob a privação de oxigênio, mais grave a lesão, que se desenvolverá. As complicações podem ser desde alguns distúrbios, como a Dislexia adquirida até a Paralisia Cerebral ou, na continuidade da privação, o bebê pode chegar a óbito.  A diminuição da oxigenação no cérebro denomina-se Anoxia (ou para alguns autores, Hipóxia) e ocorre na criança principalmente na hora do parto. 
É uma condição de emergência e requer medidas de ressuscitação adequadas e rápidas. A asfixia perinatal também é um déficit de oxigênio a partir da 28ª semana de gestação até os primeiros sete dias após o parto. Também é um insulto ao feto ou recém-nascido devido à falta de oxigênio ou falta de perfusão de vários órgãos e pode estar associado à falta de ventilação. 
De acordo com a OMS, a asfixia perinatal é caracterizada por: acidose metabólica profunda, com pH inferior a 7. 20 em amostra de sangue arterial de cordão umbilical, persistência de APGAR 3 no 5º minuto, sequelas clínicas neurológicas no período neonatal imediato ou evidência de disfunção multiorgânica no período neonatal imediato. Danos hipóxicos podem ocorrer na maioria dos órgãos do bebê (coração, pulmões, fígado, intestino, rins ), mas o dano cerebral é o mais preocupante e talvez o menos provável de cicatrizar rápida ou completamente. Em casos mais pronunciados, uma criança sobreviverá, mas com dano cerebral manifestado como mental, como atraso no desenvolvimento ou deficiência intelectual , ou físico, como espasticidade. 
Resulta mais comumente de causas pré-parto, como uma queda na pressão sanguínea materna ou alguma outra interferência substancial no fluxo sanguíneo para o cérebro do bebê durante o parto . Isso pode ocorrer devido à circulação ou perfusão inadequadas , esforço respiratório prejudicado ou ventilação inadequada . A asfixia perinatal ocorre em 2 a 10 por 1.000 recém-nascidos a termo, e mais para aqueles que nascem prematuros.  A OMS estima que 4 milhões de mortes neonatais ocorrem anualmente devido à asfixia ao nascer, representando 38% das mortes de crianças menores de 5 anos de idade. 
A asfixia perinatal pode ser a causa de encefalopatia isquêmica hipóxica ou hemorragia intraventricular, especialmente em partos prematuros. Um lactente com asfixia perinatal grave geralmente apresenta coloração ruim ( cianose ), perfusão, capacidade de resposta, tônus muscular e esforço respiratório, conforme refletido em um baixo índice de Apgar de 5 minutos. Graus extremos de asfixia podem causar parada cardíaca e morte. Se a ressuscitação for bem-sucedida, o bebê geralmente é transferido para uma unidade de terapia intensiva neonatal. 
Há muito tempo existe um debate científico sobre se os recém-nascidos com asfixia devem ser ressuscitados com oxigênio a 100% ou ar normal.  Foi demonstrado que altas concentrações de oxigênio levam à geração de radicais livres de oxigênio, que têm um papel na lesão de reperfusão após asfixia.  A pesquisa de Ola Didrik Saugstad e outros levou a novas diretrizes internacionais sobre ressuscitação de recém-nascidos em 2010, recomendando o uso de ar normal em vez de oxigênio 100%.  Há considerável controvérsia sobre o diagnóstico de asfixia ao nascer por razões médico-legais.  Devido à sua falta de precisão, o termo é evitado na obstetrícia moderna.

## História
No exterior há registros de pesquisas do tema desde 1812 realizada por Legallois classificando o funcionamento do centro respiratório bulbar dependendo de trocas entre oxigênio e gás carbônico. E as pesquisas da médica norte americana Virginia Apgar que ficou famosa por ter desenvolvido o teste de Apgar ou escala de Apgar que passou a ser utilizado como teste padrão dos níveis anóxicos. 
No Brasil, apesar de existirem relatos publicados desde 1940, os pioneiros na pesquisa aprofundada do tema foram Domingos Delascio e Dib-El Kadre em publicação no ano de 1975 abordaram profundamente a anoxia perinatal, classificando-a tanto na gestação quanto no trabalho de parto. Após esta vasta pesquisa, o assunto não foi muito pesquisado, ao menos, não se encontram registros significativos até ser resgatado por Lou de Olivier no ano de 1987 que culminou com a publicação de sua pesquisa realizada em 1996, onde classifica Anoxia Perinatal gerando dislexia, disgrafia e outras dificuldades significativas de aprendizagem, além das mais graves como paralisia cerebral e óbito.  

## Causas
São as seis causas principais: Parto prolongado, anestesia e analgesia, operação cesariana, infecção intraparto, hipertonia uterina e ruptura prematura da bolsa das águas. 
Pode-se acrescentar a esta lista de causas, outras: Prematuridade, pós-maturidade, anemia/asfixia maternas, estados hipertensivos e toxêmicos, Iso-imunização pelo fator RH e diabetes.
Basicamente, a compreensão da etiologia da asfixia perinatal fornece a plataforma sobre a qual construir sua fisiopatologia. Os princípios gerais que orientam as causas e a fisiopatologia da asfixia perinatal são agrupados em causas anteparto e causas intraparto. Pois esses são os vários pontos em que podem ocorrer danos ao feto. 
- Causas anterior ao parto: [6]
  - Oxigenação inadequada do sangue materno devido à hipoventilação durante a anestesia, doenças cardíacas, pneumonia , insuficiência respiratória
  - Baixa pressão arterial materna devido a hipotensão, por exemplo, compressão da veia cava e aorta , excesso de anestesia.
  - Separação prematura da placenta
  - insuficiência placentária. [6]
- Causas intraparto: [6]
  - Relaxamento inadequado do útero devido ao excesso de ocitocina.
  - Parto prolongado.
  - Amarração do cordão umbilical no pescoço do bebê. [6]

Uma variedade de fatores pode causar asfixia no parto. Estes podem estar relacionados à pessoa grávida ou ao feto e incluem: (a)  Prolapso do cordão umbilical: Esta complicação no parto ocorre quando o cordão umbilical sai do colo do útero antes do bebê. (b)  Compressão do cordão umbilical. Síndrome de aspiração de mecônio: Essa síndrome ocorre quando um bebê inala uma mistura de líquido amniótico e mecônio, suas primeiras fezes. (c)  Nascimento prematuro: Se um bebê nascer antes de 37 semanas, seus pulmões podem não estar totalmente desenvolvidos e eles podem não conseguir respirar adequadamente. (d)  Embolia de líquido amniótico: embora rara, essa complicação – na qual o líquido amniótico entra na corrente sanguínea da grávida e causa uma reação alérgica – é muito grave. (e)  Ruptura uterina: Fonte confiável de pesquisa mostrou uma associação significativa entre lágrimas na parede muscular do útero e asfixia no parto. (f)  A placenta se separa do útero: Essa separação pode acontecer antes do nascimento. (g)  Infecção durante o trabalho de parto:  Trabalho de parto prolongado ou difícil; (h)  Pressão alta ou baixa na gravidez; (i)  Anemia: Em um bebê com anemia, as células sanguíneas não carregam oxigênio suficiente.(j)  Oxigênio insuficiente no sangue da gestante: O nível de oxigênio pode ser insuficiente antes ou durante o parto. (k)  a gestante com idade entre 20 e 25 anos; (l)  nascimentos múltiplos, como parto de gêmeos ou trigêmeos; (m) não fez pré-natal; (n) outra causas:  baixo peso de nascimento;  posição anormal do feto durante o parto;  pré-eclâmpsia ou eclâmpsia;  história de asfixia no parto em parto anterior. 

## Sintomatologia
Sinais e sintomas de asfixia no parto podem ocorrer antes, durante ou logo após o nascimento. Antes do nascimento, um bebê pode ter uma frequência cardíaca fetal anormal ou níveis baixos de pH no sangue, o que indica excesso de ácido. 
Sinais no bebê ao nascer podem indicar falta de oxigênio ou fluxo sanguíneo. Eles incluem: tom de pele incomum;  o bebê ficar em silêncio e não chorar; frequência cardíaca baixa; tônus muscular fraco; reflexos fracos; falta de respiração ou dificuldade em respirar; líquido amniótico manchado com mecônio;  convulsões; circulação fraca;  o bebê está mole ou letárgico; pressão sanguínea baixa; falta de micção;  coagulação sanguínea anormal. 
Outro indicador é um baixo índice de Apgar. Apgar é um sistema de classificação que os profissionais de saúde usam para medir a saúde de um recém-nascido. Apgar significa: Aparência,  Pulso, Careta,  Atividade e  Respiração. Os profissionais de saúde darão ao bebê uma nota de 0 a 10, dependendo da saúde de seu: tom de pele,  frequência cardíaca,  tônus muscular, reflexos e respiração ativa. Um índice de Apgar baixo (entre 0 e 3) que dura mais de 5 minutos pode indicar asfixia no parto. 

## Efeitos de curto e longo prazo
O tratamento imediato da asfixia no parto pode ajudar a reduzir o risco de complicações a longo prazo. A quantidade de tempo antes da retomada da respiração normal e a gravidade da asfixia podem afetar seus efeitos de curto ou longo prazo. 
Os efeitos de curto prazo da asfixia no nascimento podem incluir: acidose, que é quando muito ácido se acumula no sangue;  desconforto respiratório; pressão alta; problemas de coagulação do sangue; problemas renais.  Os efeitos a longo prazo ou as complicações da asfixia no nascimento podem variar dependendo da gravidade da asfixia. Se um bebê parar de respirar por cerca de 5 minutos, existe o risco de danos cerebrais. 
De acordo com uma revisão de 2011, a asfixia leve a moderada pode causar alterações cognitivas e comportamentais durante a infância, adolescência e idade adulta. Os efeitos a longo prazo podem incluir: hiperatividade; transtorno do espectro autista;  déficits de atenção; pontuação de baixo quociente de inteligência;  esquizofrenia; transtornos psicóticos na idade adulta. A asfixia grave pode causar: deficiência intelectual; paralisia cerebral; epilepsia; deficiência visual ou auditiva. 

## Fatores de risco
- Mães idosas ou muito jovens.
- Ruptura prolongada de membranas.
- Líquido manchado de mecônio.
- Nascimentos múltiplos.
- Falta de cuidado pré-natal.
- Recém-nascidos de baixo peso.
- Más posições.
- Agravamento do trabalho de parto com ocitocina.
- Hemorragia anteparto.
- Eclâmpsia grave e pré-eclâmpsia.
- Anemia anteparto e intraparto. [8]

## Tratamento e prevenção
- A= Estabelecer via aérea aberta: aspiração, se necessário intubação endotraqueal
- B= Respiração: Através de estimulação tátil, valor preditivo positivo, bolsa e máscara, ou através de tubo endotraqueal
- C= Circulação: Através de compressões torácicas e medicamentos se necessário.
- D= Drogas: Adrenalina 0,01 de 0,1 solução.
- Tratamento de hipotermia para reduzir a extensão da lesão cerebral.
- Epinefrina 1:10000 (0,1-0,3ml/kg) IV
- Solução salina para hipovolemia. [9]

O tipo de tratamento dependerá da gravidade e causa da asfixia do parto. Os tratamentos imediatos incluem: fornecer oxigênio extra à gestante se a asfixia do parto ocorrer antes do parto;  parto de emergência ou cesariana;  sucção de líquido das vias aéreas no caso de síndrome de aspiração de mecôni;  colocar o recém-nascido em um respirador. 
Para casos graves de asfixia no nascimento, o tratamento pode incluir: colocar o bebê em um tanque de oxigênio hiperbárico, que fornece 100% de oxigênio para o bebê;  hipotermia induzida para resfriar o corpo e ajudar a prevenir danos cerebrais;  medicamento para regular a pressão arterial; diálise para apoiar os rins e remover o excesso de resíduos do corpo;  medicação para ajudar a controlar convulsões; nutrição intravenosa (IV);  um tubo de respiração para fornecer óxido nítrico;  suporte de vida com uma bomba cardíaca e pulmonar. 
Prevenir a asfixia no parto pode ser difícil porque a condição pode acontecer repentinamente e sem aviso prévio. De acordo com um artigo de 2019, cuidados e monitoramento adequados antes e depois de cada parto são vitais, principalmente em locais onde há menos recursos disponíveis. As etapas podem incluir: ressuscitação eficaz controlando a temperatura corporal;  garantir que o equipamento correto esteja disponível;  ter profissionais de saúde devidamente treinados e qualificados presentes para cada nascimento; pré-tratamento com certos medicamentos, como barbitúricos, para reduzir o risco de lesão cerebral;  tratamentos, como resfriamento corporal, para evitar complicações secundárias de asfixia devido a células danificadas que liberam toxinas. 
Bebês com asfixia leve a moderada ao nascer que recebem tratamento imediato podem ter uma recuperação completa. No entanto, em alguns casos, a asfixia no nascimento pode ser fatal. Em bebês com asfixia no nascimento, a taxa de mortalidade é de 30% ou mais nos primeiros dias após o nascimento. A asfixia no nascimento também pode causar complicações a longo prazo e pode causar distúrbios neurológicos leves a graves, como convulsões, paralisia cerebral ou atrasos no desenvolvimento. Cuidados e monitoramento adequados antes e depois do parto podem ajudar a reduzir o risco de asfixia no parto em alguns casos. 

## Terminologia (debate)
Anoxia: Ausência de oxigênio no corpo ou oxigenação insuficiente para suprir as exigências metabólicas normais (Hipóxia). Hipóxia: Diminuição (queda) de oxigenação, de forma a tornar-se insuficiente para suprir exigências metabólicas normais (Anoxia). Este termo é considerado mais preciso, pois sempre há um certo grau de oxigenação. Apesar disso, o termo ANOXIA ficou consagrado, mesmo não exprimindo completamente o fenômeno.
Além dos já citados termos “anoxia perinatal” e “hipóxia neonatal”, outros termos são aceitos como definição do fenômeno, tais como a Apneia que é a cessação de respiração por qualquer causa, tem-se a Asfixia que significa "falta de pulso", mas, segundo relatório da Comissão Especial de Mortalidade Infantil da Sociedade Médica de Nova York, sobre a ressuscitação de recém - nascidos (1956), o termo asfixia significa anoxia e retenção de gás carbônico resultantes da queda de respiração. Na língua inglesa, existe a referência à anoxia como "fetal distress"; os autores de língua espanhola usam o termo "sufrimiento fetal". Saling (1969) menciona hipóxia pela sua manifestação mais importante, que é a acidose. Delascio sugere o termo anoxia perinatal, pois as manifestações pós-natais, segundo ele, são apenas continuação do problema. 
Lima (1940) fez comentário bastante expressivo, dizendo que o prefixo "a" em termos médicos expressa diminuição e não ausência. Como exemplo temos a  anemia que significa a diminuição da hemoglobina do sangue circulante, tem-se a arritmia que representa qualquer variação no ritmo normal das contrações cardíacas, tem-se a aplasia que é o desenvolvimento incompleto ou deficiente de qualquer parte do organismo e, seguindo este raciocínio, obviamente, anoxia significa diminuição da oxigenação e não ausência de oxigenação. Atualmente usa-se basicamente dois termos para expressar o quadro de ausência/diminuição de oxigenação: Anoxia Perinatal ou Hipóxia Neonatal. 

## Epidemiologia
Um boletim de 2008 da Organização Mundial da Saúde estima que 900.000 bebês morrem a cada ano por asfixia no nascimento, tornando-se uma das principais causas de morte de recém-nascidos.  Nos Estados Unidos, a hipóxia intrauterina e a asfixia ao nascer foram listadas como a décima principal causa de morte neonatal.  
A asfixia no nascimento ocorre quando um bebê não recebe oxigênio suficiente ao nascer, levando potencialmente a dificuldades respiratórias. Pode acontecer pouco antes, durante ou após o nascimento. O suprimento insuficiente de oxigênio para o corpo pode causar baixos níveis de oxigênio ou acúmulo de excesso de ácido no sangue do bebê. Esses efeitos podem ser fatais e requerem tratamento imediato. 
Em casos leves ou moderados, os bebês podem se recuperar totalmente. No entanto, em casos graves, a asfixia no nascimento pode causar danos permanentes ao cérebro e aos órgãos ou ser fatal. As taxas de asfixia no nascimento são mais baixas nos países desenvolvidos, com uma taxa de 2 em 1.000 nascimentos. Em áreas de países em desenvolvimento onde há acesso limitado a cuidados neonatais, esta taxa aumenta até 10 vezes. 

## Aspectos médico-legais
Existe uma controvérsia atual sobre as definições médico-legais e os impactos da asfixia no parto. Alguns juristas muitas vezes assumem a posição de que a asfixia no parto é muitas vezes evitável e muitas vezes devido a cuidados inadequados e erro humano.   Utilizam-se alguns estudos a seu favor que demonstraram que, "... embora existam outras causas potenciais, a asfixia e a hipóxia afetam um número substancial de bebês e são causas evitáveis de paralisia cerebral".  O Congresso Americano de Obstetras e Ginecologistas contesta que condições como a paralisia cerebral sejam geralmente atribuídas a causas evitáveis, associando-as a circunstâncias anteriores ao nascimento e parto. 